# Битца (река)
Би́тца (Обитца, Абица или Абитца, Анбица, Обитец, Битцы, Битцовская речка, Ивовые кусты) — река на юго-западе Москвы и в Московской области, значительный левый приток Пахры, второй по длине и мощности. В верховьях Битцы находятся памятники природы: усадьба «Малое Голубино», «Старый ельник в усадьбе Знаменское-Садки», Знаменский смешанный лес и Знаменская суборь. В долине реки расположены экологические тропы, по которым проходят экскурсии. Купание в реке запрещено.

## География и гидрология
Длина Битцы составляет 24 км, из них на территории Москвы больше трёх километров. Протяжённость в открытом русле в пределах города — около 6 км. Средняя глубина — 0,5 м. Площадь водосборного бассейна по разным данным — 101—112 км².
Река начинается из родников на склоне Теплостанской возвышенности, недалеко от пересечения МКАД и Профсоюзной улицы. Истоки расположены в районе Ясенево, южную часть которого река пересекает. Два истока протекают по восточной и юго-западной окраине Голубинского лесопарка. Далее река заключена в подземный коллектор и появляется на поверхности южнее Голубинской улицы, в открытом русле пересекает Ясеневский лесопарк, где принимает воды Михайловского оврага (овраг в Ясеневе), пересекает МКАД и течёт на восток вблизи неё, принимая из города многочисленные левые притоки: Журавенку и др. Выходя за пределы МКАД, принимает справа Фролов ручей, который иногда путают с притоком Битцы. Проходя около 8 км на восток параллельно МКАД, попадает в Бутовский лесопарк и Битцевский лес и вблизи усадьбы Знаменское-Садки проходит через каскад декоративных прудов — Верхний и Большой Знаменские пруды, а также пруд Старая Битца. Здесь долина реки особенно живописна и объявлена памятником природы. Далее речное русло пересекает район Северное Бутово через каскад Качаловских прудов и выходит за пределы Москвы.
В Московской области Битца протекает по территориям Ленинского городского округа и городского округа Подольск. В Ленинском городском округе течёт на восток мимо деревни Вырубова, пгт Измайлова, через Спасский (Булатниковский) пруд, между деревни Спасского и села Булатникова (на левом берегу) и города Видного (на правом берегу); далее пересекает Павелецкое направление Московской железной дороги и автодорогу «Дон» (под Видновской эстакадой) и поворачивает на юг через город Видное, мимо села Ермолина и деревни Сапронова; у деревни Калиновки снова пересекает автодорогу «Дон» и Павелецкую железную дорогу. Далее протекает на юг по территории городского округа Подольск, по окраине деревни Федюкова, а затем вдоль Павелецкой железной дороги. Устье реки расположено у железнодорожного моста через реку Пахру.
У истоков вода Битцы чистая, впоследствии загрязняется городскими стоками. Ниже очистных сооружений, которые расположены возле МКАД, остаётся очень грязной. Вода реки заметно очищается, проходя через Верхний Знаменский пруд.

### Притоки
Долина реки расположена на Теплостанской возвышенности — в местности с сильно рассечённым рельефом. Притоки Битцы в большинстве случаев названы оврагами и представляют собой маленькие реки в коротких, но выраженных долинах. Левыми притоками Битцы в верхнем и среднем течении являются Рузаев и Ясеневский (Попов) овраги, Комаровская речка, Зениборовский и Михайловский овраги, Завьяловский ручей, Петряев овраг и река Журавенка. С правой стороны в Битцу впадают овраги: Фролов, Верхний, Средний и Нижний Заречные, Знаменский (Садновский), Битцевский, Качаловский, Салтыковский и Ботанический. В Московской области река принимает слева Михайловский овраг, Купеленку (Купелинку) и Стербинку, справа — Козловку и приток южнее Расторгуева.

## Происхождение названия и история
В исторических документах гидроним имеет различные варианты: Обитца, Абица или Абитца, Анбица, Обитец, Битцы (ср. деревню Старые Битцы), Битцовская речка и Ивовые кусты. Название Обитца впервые встречается в разрядной книге 1480 года. В материалах Генерального межевания XVIII века водоток подписан как Обитца и Абица. Имеются соответствия в Среднем левобережном Поочье: река Битенка и ручей Бицкой.
Этимология названия неясна, существует несколько версий. Предполагалось происхождение названия из балтских языков на основании сопоставления с литовским гидронимом Abista и верхнеднепровским Абеста (Обиста). По мнению топонимиста Р. А. Агеевой (2003), наиболее вероятно происхождение из др.-рус. *обиток — «обтекание, остров», реконструированного на основе южнорусских названий рек Обиток, Обыточка и Обиточная коса. В Сумско-Черниговском Полесье зафиксировано бытования слова обыток — «остров на реке». Другой вариант — от слова «обисести», которое означает «окружить, обойти».
В верхнем течении находились два сельца — Большое и Малое Голубино.